# Cecil Gordon

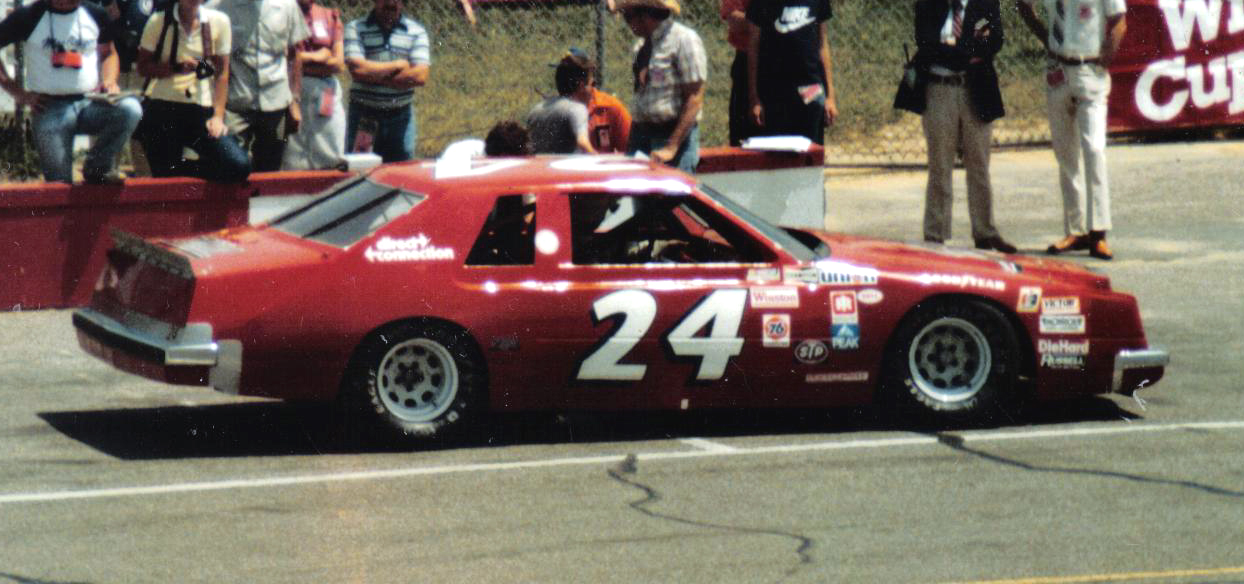
Der 1983 von Cecil Gordon eingesetzte Chrysler mit der Startnummer 24.

Cecil Gordon (* 21. Juni 1941 in Horse Shoe, North Carolina; † 19. September 2012 in Lexington, North Carolina) war ein NASCAR-Rennfahrer und NASCAR-Teambesitzer. Er fuhr von 1968 bis 1985 im Winston Cup, der höchsten Division des NASCAR-Sports, dem heutigen Sprint Cup. Er ist nicht verwandt mit den aktuell im Sprint Cup aktiven Fahrern Jeff Gordon und Robby Gordon.

## Karriere
Cecil Gordon begann seine NASCAR-Karriere im Jahre 1968. Er startete in zehn Rennen. Sein bestes Ergebnis war ein 13. Platz auf dem Beltsville Speedway. Im Jahre 1969 fuhr er 51 der insgesamt 54 Saisonrennen für das Team von Bill Seifert. Dabei kam er achtmal in die Top 10 und einmal in die Top 5. Ab der Saison 1970 startete er mit einem eigenen Auto, mit der Startnummer 24, die seit der Saison 1992 vom viermalige Winston-Cup-Champion Jeff Gordon genutzt wird. Bis 1983 fuhr er in seinem eigenen Auto. Er fuhr insgesamt 450 Rennen, kam dabei 29 Mal in die Top 5, schaffte es jedoch nie ein Rennen oder die Meisterschaft zu gewinnen. Seine besten Platzierungen in der Meisterschaft waren dritte Plätze, die er in der Saison 1971 und der Saison 1973 belegte. Im letzten Jahr, in dem er sein eigenes Auto einsetzte, 1983, wechselte er zu Chrysler. Er hatte jedoch nicht den erhofften Erfolg und schloss sein Rennteam. Im Jahre 1985 kehrte er nochmal für ein Rennen in den Winston Cup zurück. Dabei fuhr er einen Chevrolet mit der Startnummer 51 von Arnie Sacks. Er beendete dieses Rennen auf dem 30. und letzten Platz, da er bereits nach sieben Runden mit Lenkungsproblemen ausschied.